# Талах, Константин Яковлевич
Константин Яковлевич Талах (20 мая 1918, Максимовка (ныне село Бугас) — 20 октября 1944, Тильзит) — советский пехотинец, участник Великой Отечественной войны, Герой Советского Союза (1944).

## Биография
Родился в 1918 году в селе Максимовка (ныне село Бугас Волновахского района Донецкой области) в семье крестьянина. По национальности Грек. Окончил Мариупольское педагогическое училище, работал учителем начальной школы в посёлке Чиари (ныне город Торецк). Член ВКП(б) с 1944 года.
В 1943 году был призван в Красную Армию, в сентябре отправился на фронт. Командовал отделением 690-го стрелкового полка 126-й стрелковой дивизии 2-й гвардейской армии 4-го Украинского фронта. Участвовал в боях на Южном и 4-м Украинском фронтах, отличился в битве на реке Молочная, в операциях по освобождению Мелитополя и Крыма. В боях за Армянск (8—14 апреля 1944) и штурме Ишуньских позиций прославился тем, что уничтожил дзот, несколько огневых точек и значительное количество немецких солдат и офицеров.
Указом Президиума Верховного Совета СССР от 16 мая 1944 года «за образцовое выполнение боевых заданий командования на фронте борьбы с немецко-фашистскими захватчиками и проявленные при этом мужество и героизм» младшему сержанту Талаху Константину Яковлевичу было присвоено звание Героя Советского Союза. Однако получить медаль «Золотая Звезда» и орден Ленина, которым его также наградили, Талах так и не успел: участвовавший в боях на территории Восточной Пруссии комсорг батальона и старшина Константин Талах погиб 20 октября 1944 близ Тильзита (ныне Советск) во время форсирования Немана.
Похоронен в городе Пагегяй Литовской Республики.

## Память
В Советске и Максимовке (ныне село Бугас Волновахского района Донецкой области) именем Героя названы улицы. Также его имя носили пионерские дружины школы № 11 города Советска и средней школы села Максимовка. 
Новая построенная  в г. Советске электростанция так же носит его имя - Талаховская ТЭС.